# 尹昌斌
尹昌斌（1968年9月—），男，安徽桐城人，中国农业科学院农业资源与农业区划研究所研究员。

## 生平
1991年6月毕业于安徽师范大学数学系获理学学士学位，1993年6月于中国人民大学农业经济系环境经济学专业获第二学士学位，同年进入中国农业科学院农业资源与农业区划研究所工作。1996年7月于中国人民大学农业经济系技术经济学专业获硕士学位。2002年7月于中国人民大学环境学院获博士学位。历任中国农科院资划所助理研究员、副研究员、研究员，2017年被聘为三级研究员。

## 学术贡献
主要从事农业绿色发展战略、农业清洁生产、生态循环农业等方面研究工作。主持国家社科基金重大项目、国家科技支撑计划子课题、中国工程院重大咨询项目等研究项目20余项。发表论文100余篇，撰写著作10余部，发明专利2项。

## 社会兼职
中国农业生态环境保护协会理事，中国农业资源区划学会理事，国家开发银行、亚洲开发银行等项目咨询专家。